# Penelope obscura
Penelope obscura е вид птица от семейство Cracidae.

## Разпространение
Видът е разпространен в Аржентина, Боливия, Бразилия, Парагвай и Уругвай.